# Porsche Carrera GT
Porsche Carrera GT (технічна назва Porsche Type 980) — спортивний 2-місний автомобіль з «середнім» розташуванням двигуна і приводом на задню вісь, який випускався фірмою Porsche в 2003—2006 роках, в кузовних варіантах родстер та купе.
Carrera GT стала найпотужнішим серійним шосейним авто, із усіх, що до цього будувала фірма Porsche.

## Історія

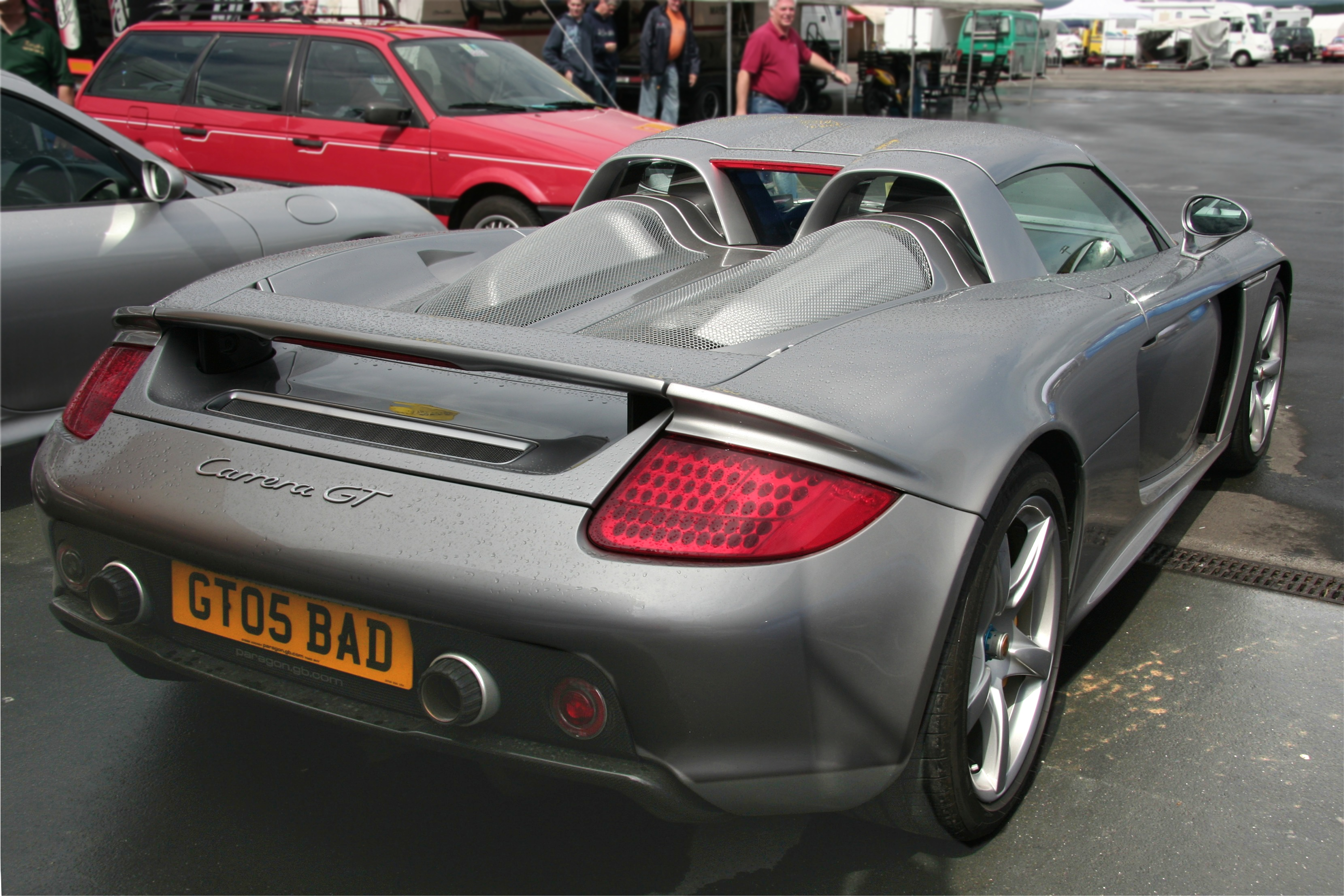

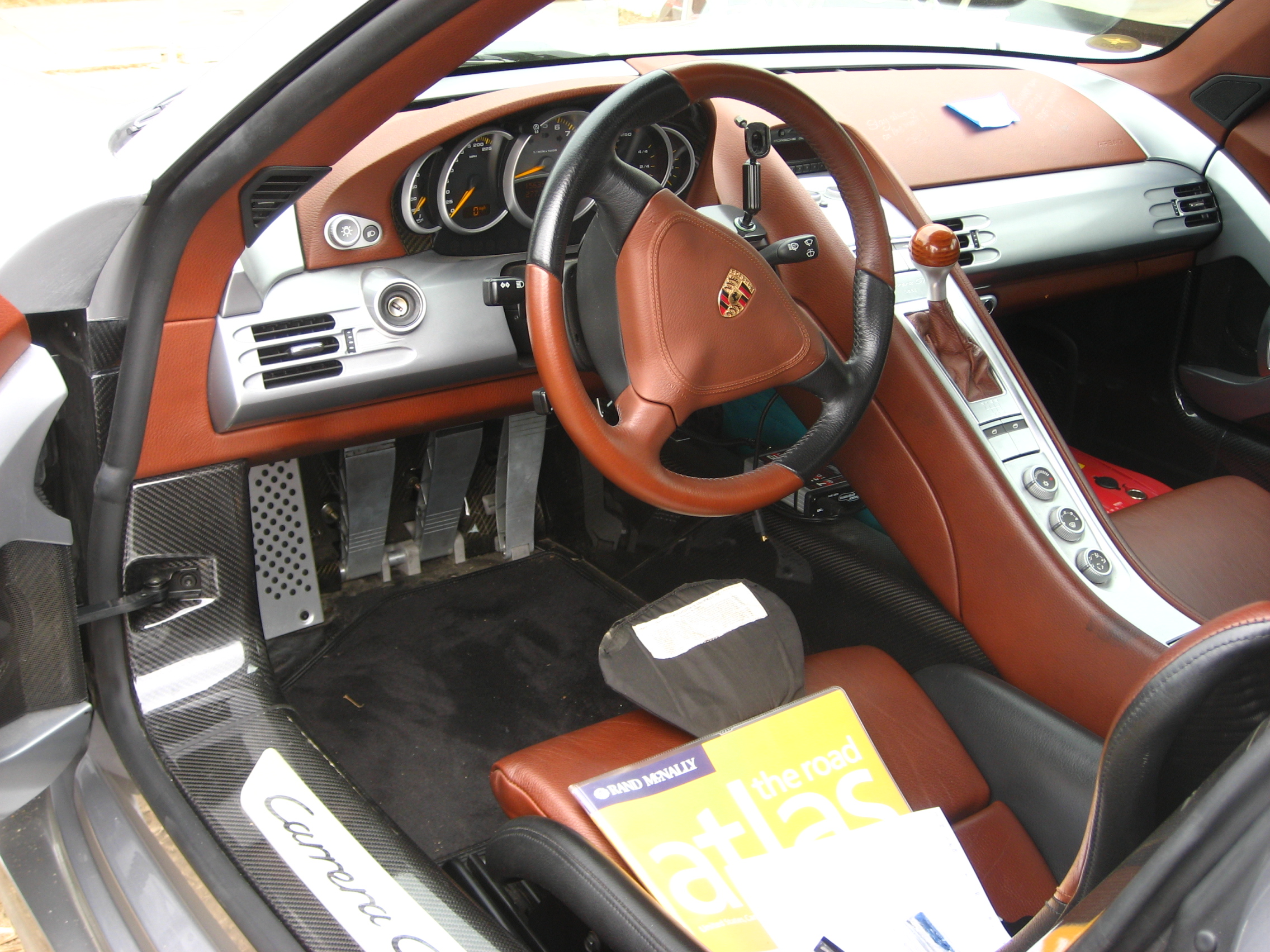

Проектування моделі почалося восени 1999 і через 18 місяців був представлений виставочний екземпляр.
Концепт спортивно-дорожнього Carrera GT був представлений на Женевському автосалоні в 2000 році. Однак фахівці фірми та випробувачі визнали його недостатньо керованим для такої потужності та мобільності для звичайних доріг, і тому доробка моделі тривала ще два з половиною роки.
Водій-випробувач компанії Порше Вальтер Рьорль сказав, що «її тодішній поточний рівень потужності був некерованим для більшості звичайних водіїв».

## Технологія, конструкція, компонування
- Кожна Carrera GT збирається вручну, що потребує 175 годин людської праці. 45 годин потребує збірка двигуна (збирається в Штутгарті) + 130 годин йде на кінцевий монтаж на фабриці. До кінця серії фабрика в Лейпцигу щоденно випускала три авто цієї моделі.
- На відміну від більшості моделей Porsche, оснащених 2,7-літровими опозитними двигунами (нім. Boxermotor) та 3,8-літровими високотурбованими (Turbo), на Carrera вперше встановлений «атмосферний» двигун (нім. Saugmotor) 5,5 л. без турбонадуву. На машинах Formula 1 також ставлять 10-циліндрові атмосферні двигуни від Porsche, але значно меншого об'єму — 3,0 л.
- Кузов виготовлений з вуглецевого волокна (карбону) і має конструкцію монококу з підрамником. Для досягнення максимального притискання до дорожнього полотна Carrera GT має геометрію днища подібну до гоночних автомобілів, яка завдяки задньому дифузору і повітряному каналу забезпечує додатковий «всмоктувальний» ефект[2].
- Максимально низьке компонування. Колінчастий вал моделі розташований всього на 3,9 дюймів вище її днища. 6-ступенева коробка передач розташована нижче диференціалу.
- Система електронного контролю стійкості (англ. і нім. ESP, ESC), яка в Порше має власну назву — Porsche Stability Management (або PSM) — на цій моделі відсутня.

## Технічні дані
| автомобіль:                           | Carrera GT |
| ------------------------------------- | --- |
| Двигун:                               | V-подібний, поздовжній, «середньої» компоновки |
| Об'єм,                                | 5733 см³ |
| Габарити Д × Ш × В, вага              | 638 × 466 × 578 мм, 1650 кг |
| Кут розвалу цил.:                     | 68° |
| Діаметр цил. × хід поршня:            | 98,0 × 76,0 мм |
| Потужність:                           | 450 кВ (612 к.с.) при 8000 об/хв |
| Макс. крутний момент:                 | 590 Нм при 5750 об/хв. |
| Макс. оберти:                         | 8400/хв. |
| Компресія:                            | 12,0 : 1 |
| Питома витрата пального:              | 78,5 кВ/л (106,7 к.с/л.) |
| Витрата пального /100 км:             | 17,8 л. бензин Аі-98 Super Plus |
| керування клапанів:                   | два розташовані зверху кулачкові вали на кожний ряд циліндрів ланцюговий привід, 4 клапана на циліндр                                                                  |
| Привід, трансмісія:                   | - поперечна 6-ступ. коробка передач - Задній привід - 169 mm дводискове керамічно-композитне «сухе» зчеплення - механічне роботизоване безпедальне перемикання передач |
| Гальма:                               | - керамічні диски внут.повітр. охолодження, ø 380 мм - ABS |
| Кузов:                                | монокок і кузов з вуглепластику (карбону), Аеродинамічний коефіцієнт: {\displaystyle c_{w}} 0,39                                                                       |
| Габарити Д × Ш × В:                   | 4613 × 1921 × 1166 мм |
| Кліренс:                              | 10 см |
| Вага пустого авто:                    | 1380 кг |
| Допустима загальна вага:              | 1630 кг |
| Колія передня/задня:                  | 1612 / 1587 мм |
| База:                                 | 2730 мм |
| Колеса: диски/шини:                   | - диски магнієвого сплаву(пер.вісь: 9.5 J × 19" / задн.вісь: 12.5 J × 20") - шини передні: 265/35 ZR19 / шини задні: 335/30 ZR20 — всі від Michelin                    |
| Макс. швидкість:                      | 330 (334) км/г |
| Прискорення 0-100 км/г:               | 3,9 с. |
| Прискорення 0-200 км/г:               | 9,9 с. |
| Прискорення+гальмування 0-200-0 км/г: | 14,1 с. |

## Ринкові дані
Carrera GT випускалась заводом Porsche в Лейпцигу (той же завод, що в 2002 розпочав випуск моделі Porsche Cayenne), з 15 вересня 2003 до 6 травня 2006.
Під час проектування моделі було заплановано збудувати 1000 її серійних екземплярів. В 2003 році, яким починається її випуск, у зв'язку з підвищенням попиту, план було скоректовано до 1500 штук, але після збірки 1270 екземплярів виробництво було зупинено. Всього, з урахуванням несерійних та пробних екземплярів, було збудовано 1282 штуки. До початку виробництва планувалась ціна 700.000 DM (в деяких джерелах менш конкретно: в інтервалі 700—800 тисяч ДМ), але до кінця виробництва кожен екземпляр моделі коштував в Німеччині 452.690 євро, в США 440.000 доларів.
53 % всіх збудованих моделей було продано в США, де максимальна швидкість на хайвеях обмежена 80 миль/год (128 км/год). 12 відсотків авто (приблизно 150 штук) лишились в Німеччині, 7 % експортовано в країни Близького Сходу. Решта автомобілів була експортована в Велику Британію, Італію та Японію, шість авто потрапили в Китай.
Статистика виробництва та продажу по роках
|             | 2002/2003 | 2003/2004 | 2004/2005 | 2005/2006 | 2006/2007 | Всього |
| ----------- | --------- | --------- | --------- | --------- | --------- | ------ |
| виробництво | 7         | 270       | 715       | 290       | —         | 1282   |
| продаж      | —         | 220       | 660       | 368       | 9         | …      |

## Рекорди
- 21 вересня 2004 шефредактор часопису «Sport Auto» Хорс фон Заурма (Horst von Saurma) встановив на Carrera GT рекорд для серійних дорожних автомобілів по проходженню кола Нюрбургринга — 7:32,44 с. — середня швидкість = 164км/г. (рекорд протримався з 21 вересня до 24 жовтня 2004)[8]

## Критика: аварії та розслідування
Джей Лено (2005)Аварія авто відомого американського телемодератора, колекціонера автомобілів та аматора-гонщика Джея Лено. Сталася на гонці в Талладіґа в 2005.
Кубок Каліфорнії (2006)Аварія Carrera GT на кубку California Speedway в червні 2006 р., в якій загинув Корі Радл (Corey Rudl). Компанія Porsche за $4,5 млн врегулювала справу в позасудовому порядку.
В попередній експертизі судового позову йшлося, що в причинах аварії потенційно 49 % — це провина пілота Carrera GT, 41 % вина організаторів змагання — якість шляхового полотна та огорожа безпеки, 8 % — конструкторів Porsche, і 2 % це провина іншого учасника інциденту — гонщика на Ferrari.
Відповіді на позов двох німецьких експертів-інженерів з боку фірми Porsche, були дещо суперечливими. Один показав, що в Porsche свого часу вважали, що їх система PSM не працюватиме на «Carrera», бо каркас автомобіля і кріплення підвіски створюють сильну вібрацію, яка перешкоджатиме роботі PSM. Другий інженер показав, що PSM не запропонували, тому що клієнти цього не хочуть.
Позивач, власник команди Макклелан (McClellan) виказав підозру, що це було цілком маркетинговим рішенням, так як Carrera GT був представлений на авторинку як «гоночний автомобіль для вулиць», а гоночні автомобілі не мають електронний контроль стійкості. Макклелан також зазначив, що в ході розробки Carrera GT була виявлена тенденція до надмірно високого бічного прискорення. Фірма Porsche зробила деякі коригування, але повною мірою проблему не вирішила.
Загибель П. Вокера (2013)
Пол Вокер та його друг Роджер Родас загинули 30 листопада 2013 в містечку Санта Кларіта (округ Лос-Анджелес, Каліфорнія). Carrera GT, за кермом якого знаходився Родас, значно перевищив місцевий ліміт швидкості — 160 км/год замість встановленого 70 км/год (45 миль/год). Машину «закрутило», і в результаті кількох зіткнень з деревами і ліхтарним стовпом, авто повністю зруйнувалося, а його уламки разом з водієм і пасажиром згоріли.
Чималий слід гідравлічної рідини на місці аварії, дав привід деяким коментаторам будувати гіпотези про несправність системи посилення керма перед моментом аварії.